# Равенсберзьке графство
Равенсберзьке графство (нім. Grafschaft Ravensberg) — історичне графство Священної Римської імперії. Розташовувалось біля підніжжя Тевтобурзького лісу в східній Вестфалії в Німеччині.

## Історія

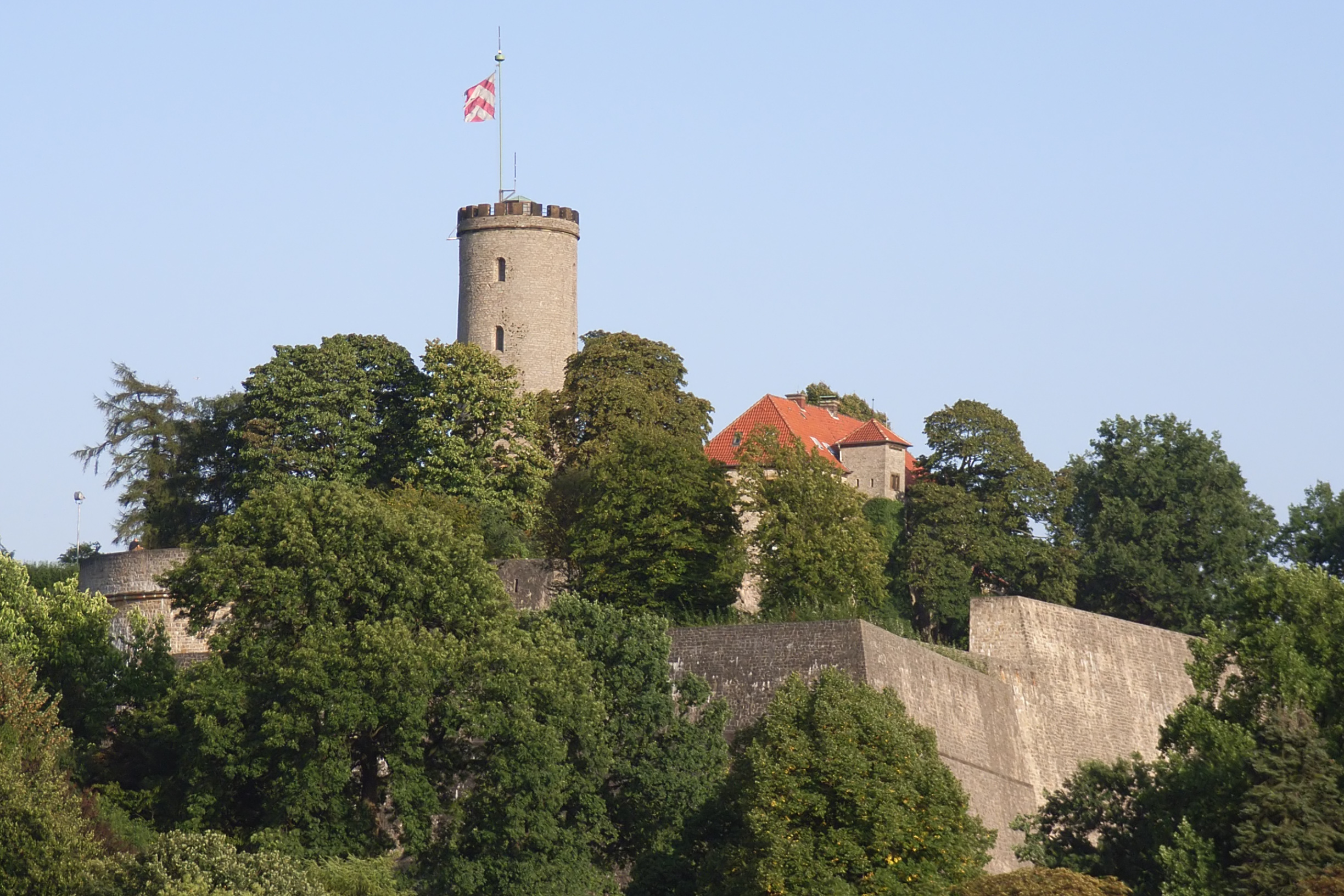
Резиденція графів Равенсберзьких - Шпарренберзький замок у Білефельді.

Равенсберзьке графство вперше згадується в XII столітті, його першою резиденцією був Равенсберзький замок. Згодом графи Равенсберзькі побудували Шпарренберзький замок у Білефельді (в 1240-50 роках), який вони зробили своєю графською резиденцією. Їм також належав Лімберзький замок поблизу Пройсіш-Ольдендорфа.
У 1346 році графство було успадковано Берзьким герцогством, яке своєю чергою в 1423 році стало частиною Юліх-Берзького герцогства, і зрештою у 1521 році — Об'єднаних герцогств Юліх-Клевс-Берг.
Після війни за Юліську спадщину, згідно з Ксантенським мирним договором 1614 року, Равенсберзьке графство увійшло до Бранденбурзького маркграфства, яке в 1701 році стало частиною Прусського королівства, і в 1719—1807 роках управлялося в межах адміністративної одиниці Мінден-Равенсберг. У 1807 році, під час Наполеонівських війн, графство скасували.
Крім Білефельда, іншими громадами в графстві Равенсберг були Борггольцхаузен, Галле, Штайнхаген, Версмольд, Вертер, Іссельгорст (тепер частина Гютерсло), Енгер, Гідденхаузен, Редінгхаузен, Шпенге, Герфорд (за винятком Фалькендіка), Бюнде (за винятком Дюнне і Спрадов), Флото (за винятком Уффельна), Кірхленгерн на південь від Верре, Пройсіш-Ольдендорф (за винятком Хедема і Ласхорста) і Бад-Ейнгаузен на південь від річки Верре.

## Правителі

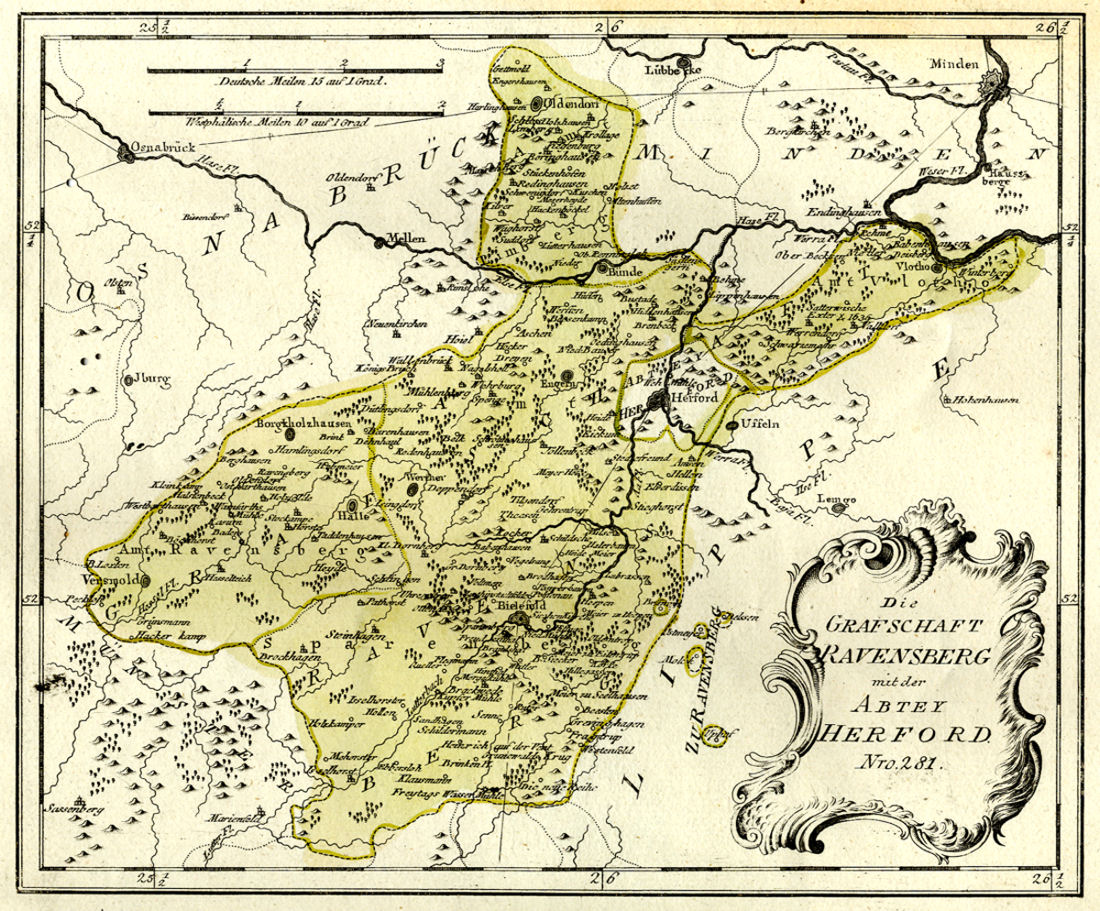
Історична карта Равенсберзького графства (1798)

### Кальвелаг-Равенсберги
- До 1144 року Герман I
- в. 1140 — бл. 1170 Оттон І
- в. 1160 — бл. 1180 Генріх
- в. 1175 — ц. 1220 Герман II
- в. 1220—1244 Оттон II
- в. 1220—1249 Людвіг
- 1249—1306 Оттон III
- 1306—1328 Оттон IV
- 1328—1346 Бернард

### Юліхи
1348–1395 в особистій унії з Бергом, з 1437 року з Юліх-Бергом
- 1346—1360 Герхард I
- 1360—1408 Вільгельм I дозволяє своїм двом синам правити :
- 1395—1403 Адольф
- 1403—1428 Вільгельм II
- 1428—1475 Герхард II
- 1475—1511 Вільгельм III

### Ла Марки, герцоги
з 1521 у складі Об'єднаних герцогств Юліх-Клевс-Берг
- 1511—1539 Іван
- 1539—1592 Вільям V
- 1592—1609 Джон Вільгельм I

### Гогенцоллерни
з 1614 маркграфи Бранденбурга і королі Пруссії
- 1614—1619 Іоанн Сигізмунд Гогенцоллерн
- 1619—1640 Джордж Вільям, син
- 1640—1688 Фрідріх Вільгельм I, син
- 1688—1713 Фрідріх I, син, король Пруссії з 1701 р.
- 1713—1740 Фрідріх Вільгельм I, син, король Пруссії
- 1740—1786 Фрідріх II, син, король Пруссії з 1772 р.
- 1786—1797 Фрідріх Вільгельм II, племінник, король Пруссії
- 1797—1807 Фрідріх Вільгельм III, король Пруссії

До Франції згідно з Тільзітським договором 1807 р., територія графства була включена до наполеонівського Вестфальського королівства